# Yuquan

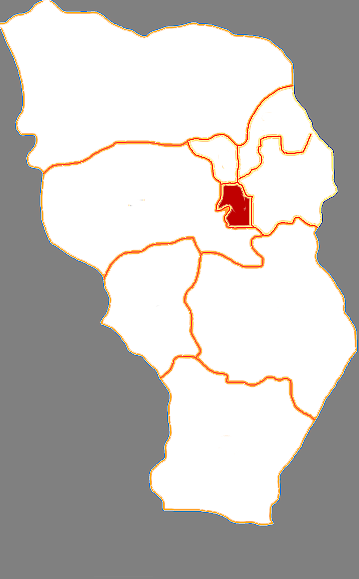
Lage Yuquans in Hohhot

Der Stadtbezirk Yuquan (chinesisch 玉泉区, Pinyin Yùquán Qū – „Jadequellen-Stadtbezirk“; mongolisch: ᠢᠤᠢ ᠴᠢᠤᠸᠠᠨ ᠲᠣᠭᠣᠷᠢᠭ Iui čiuvan toɣoriɣ) gehört zum Verwaltungsgebiet der bezirksfreien Stadt Hohhot, der Hauptstadt des Autonomen Gebietes Innere Mongolei in der Volksrepublik China. Er hat eine Fläche von 213 km² und zählt ca. 190.000 Einwohner.